# Du bist die Welt für mich
Du bist die Welt für mich ist ein österreichischer Spielfilm von Ernst Marischka aus dem Jahr 1953 in Schwarzweiß. Er behandelt sehr frei die künstlerische Entwicklung des österreichischen Sängers Richard Tauber und seine Liebschaft mit einer Tänzerin. Die Hauptrollen sind mit Rudolf Schock und Annemarie Düringer besetzt. Das Drehbuch stammt vom Regisseur. In der Bundesrepublik Deutschland kam der Streifen zum ersten Mal am 15. Oktober 1953 in Frankfurt am Main ins Kino.

## Handlung
Professor Beines begleitet seinen begabtesten Schüler, den Tenor Richard Tauber, ins Opernhaus zu einem Probevorsingen. Besonders entzückt ist Richard von den Balletttänzerinnen. Mit der reizenden Christine verbindet ihn bald eine Freundschaft. Von seiner Gesangsprobe sind alle Zuhörer begeistert. Direktor Stapler würde dem jungen Mann gerne eine Rolle anbieten, braucht zurzeit aber keinen weiteren Tenor. Weil er ihn aber unbedingt an sein Haus binden möchte, engagiert er ihn als Kapellmeister.
Des Öfteren ist Richard zu Gast in Christines Wohnung, die sie mit ihrem kleinen Bruder teilt. Beide sind seit Jahren Vollwaisen. Alle drei aber eint die Liebe zur Musik, sodass in der Wohnung viel musiziert wird. Christine ist überglücklich, als Richard um ihre Hand anhält. Seinen Heiratsantrag aber weist sie zurück, weil sie befürchtet, ihn in seiner künstlerischen Entwicklung zu belasten.
Eines Tages verpflichtet der italienische Impresario Galipoli das ganze Opernensemble zu einer Italien-Tournee. Als der Tenor Tino kurz vor der Premiere ein Bein bricht, springt Richard kurzerhand für ihn ein. Die Aufführung wird zu einem triumphalen Erfolg. Galipolis Versprechungen erweisen sich jedoch als Luftblase, als die Truppe in Venedig weilt. Die jungen Leute lassen sich dadurch aber nicht unterkriegen. Rasch organisieren sie eine Opernaufführung unter freiem Himmel. Richard kommt beim italienischen Publikum so gut an, dass er bald an der Mailänder Scala brillieren darf. Es folgen Gastspiele an den Opernhäusern von Berlin, Dresden, München und Wien.
In der Heimat leidet derweil Christine unter der Trennung von ihrem Freund. Erschwerend kommt hinzu, dass sie sich beim Ballett überanstrengt hat und nun das Bett hüten muss. Nach langen Reisen kehrt Richard zu ihr zurück, um ein zweites Mal um ihre Hand anzuhalten. Christines Freude über das Wiedersehen ist jedoch zu groß für ihr schwaches Herz. Während Richard für sie das „Ave Maria“ von Bach/Gounod singt, haucht sie ihr Leben aus.

## Musik
Die Filmmusik stammt von Anton Profes. Dazu verwendete er zahlreiche bekannte Lieder und Arien, zum Beispiel:
- die Titelmelodie Du bist die Welt für mich von Richard Tauber,
- O Mädchen, mein Mädchen aus dem Singspiel Friederike von Franz Lehár,
- Leise flehen meine Lieder, eine Komposition von Franz Schubert,
- Dein ist mein ganzes Herz aus der Operette Das Land des Lächelns von Franz Lehár,
- Es muss was wunderbares sein aus dem Singspiel Im weißen Rössl von Ralph Benatzky und
- Gern hab ich die Frau’n geküsst aus Paganini von Franz Lehár.

Es spielen Mitglieder der Wiener Symphoniker unter der Leitung von Wilhelm Schüchter.

## Ergänzungen
Gedreht wurde der Streifen in den Studios der Erma-Film in Wien sowie in Wien und Venedig. Die Bauten wurden von den Filmarchitekten und Szenenbildnern Fritz Jüptner-Jonstorff und Alexander Sawczynski geschaffen. Gerdago und Leo Bei entwarfen die Kostüme. Karl Ehrlich war Produktionsleiter.

## Auszeichnungen
Die FBL verlieh dem Film das Prädikat wertvoll.

## Kritik
Das Lexikon des internationalen Films hält nicht viel von dem Streifen: „Rührselige und banale Künstlerbiographie mit dem Sänger Rudolf Schock in der Hauptrolle, der in verschiedenen Gesangspartien wenigstens musikalisch einiges zu bieten hat.“ Der Evangelische Film-Beobachter gelangt zu einer ähnlichen Einschätzung: „Eine teilweise recht rührselige Unterhaltung mit schönen Stimmen.“ Die Filmbewertungsstelle Wiesbaden erteilte dem Film das Prädikat «Wertvoll».

## Quelle
- Programm zum Film: Das Neue Film-Programm, erschienen im gleichnamigen Verlag H. Klemmer & Co., Neustadt an der Weinstraße, ohne Nummernangabe